# Северин (Хорватія)
45°50′ пн. ш. 16°57′ сх. д. / 45.83° пн. ш. 16.95° сх. д.
Северин (хорв. Severin) — громада і населений пункт у Беловарсько-Білогорській жупанії Хорватії.

## Населення
Населення громади за даними перепису 2011 року становило 877 осіб. Населення самого поселення становило 536 осіб.
Динаміка чисельності населення громади:
Динаміка чисельності населення центру громади:

## Населені пункти
Крім поселення Северин, до громади також входить Ороваць.